# Iraniobia zarudnyi
Iraniobia zarudnyi är en insektsart som först beskrevs av Boris Petrovich Uvarov 1933.  Iraniobia zarudnyi ingår i släktet Iraniobia och familjen Dericorythidae. Inga underarter finns listade i Catalogue of Life.